# Лабахэй
Лабахэй (устар. Лабогей) — река в Шурышкарском районе Ямало-Ненецкого АО. Устье реки находится в 101 км от устья Войкара по правому берегу. Длина реки составляет 22 км.
В 3 км от устья, по правому берегу реки впадает река Вылью.

## Данные водного реестра
По данным государственного водного реестра России относится к Нижнеобскому бассейновому округу, водохозяйственный участок реки — Обь от впадения реки Северная Сосьва до города Салехард, речной подбассейн реки — бассейны притоков Оби ниже впадения Северной Сосьвы. Речной бассейн реки — (Нижняя) Обь от впадения Иртыша.